# 초록불꽃소년단
초록불꽃소년단은 대한민국의 펑크 록 밴드이다. 현재 조기철, 양정현, 이재웅, 이우진으로 구성원이 이루어져있다.

## 경력
초록불꽃소년단은 2012년 조기철과 양정현의 주도 하에 결성되었으며, 밴드명은 동명의 이탈리아 동화에서 따왔다. 2015년 EP 그저 귀여운 츠보미였는 걸을 발매했으며, 2017년 첫 정규 음반 Greenroom을 발매했다.
2022년 2집 정규 음반 Greenflame을 발매했으며, 평단의 찬사를 받았다.  2023년 큰소리 페스티벌, 펜타포트 락 페스티벌 등 다양한 록 페스티벌에서 공연했다.

## 음반 목록

### 정규 음반
- Greenroom (2017)
- Greenbridge (2022)

### EP
- 그저 귀여운 츠보미였는 걸 (2015)